# 야코포 사돌레토

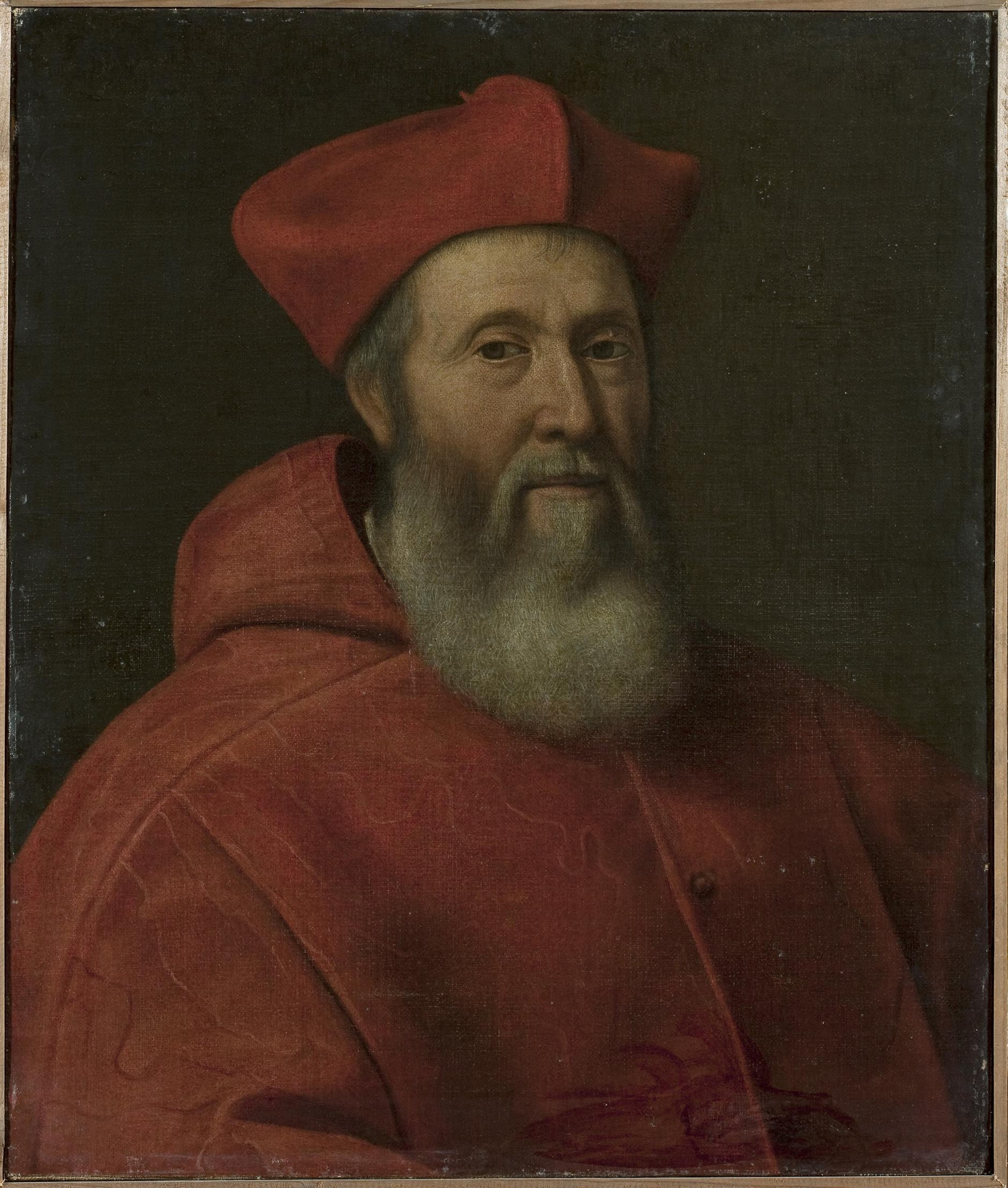
야코포 사돌레토의 초상화

야코포 사돌레토(Jacopo Sadoleto; 1477년 7월 12일 - 1547년 10월 18일)는 이탈리아 로마 가톨릭이 추기경이며 반종교 개혁가였다. 그는 존 칼빈과의 서신을 주고 받은 글로 유명하다.
그는 프로테스탄들들을 평화적 설득을 통해 다시 로마 가톨릭으로 회귀토록 하는 데 주요한 역할을 하였다. 그렇게 함으로 로마 가톨릭의 교리를 공의회 형태로 다시 재복원하기를 원했다.
1539년에 추기경인 그는 제네바에 있는 시민들에게 서신을 보내어 로마 가톨릭으로 돌아오라고 서신을 보내었다. 존 칼빈을 1년 전에 제네바를 떠나라는 부탁을 받았고, 스트라스부르에 살고 있었다. 하지만 제네바 시인들은 칼빈이 사돌레토에게 서신에 답장을 해달라고 부탁을 하였으며 존 칼빈은 그에 응했다.
1. ↑  “'교회 분열은 악이다'”. 2020년 6월 3일에 확인함.